# 氷川神社 (渋谷区東)
氷川神社（ひかわじんじゃ）は、東京都渋谷区東二丁目にある神社。地名を冠して渋谷氷川神社（しぶやひかわじんじゃ）とも称される。

## 境内社
- 秋葉神社（火産霊神）
- 八幡神社（品陀和気命）
- 厳島神社（市杵島姫命）
- 稲荷神社（宇迦御魂命外四柱）

## 文化財
- 紙本著色氷川大明神幷宝泉寺縁起絵[1] - 渋谷区指定有形文化財

### 氏子地域
- 渋谷区東一丁目～四丁目
- 渋谷区猿楽町1～5・7～23
- 渋谷区代官山町
- 渋谷区恵比寿西一丁目～二丁目
- 渋谷区恵比寿南一丁目～三丁目
- 渋谷区恵比寿一丁目～四丁目
- 渋谷区広尾一丁目～五丁目

※広尾五丁目のうち旧元広尾町の町域は廣尾稲荷神社との二重氏子。
※当社と近隣の金王八幡宮の氏子区域が重なることはないが、当社の氏子町会であるときわ松町会は東だけではなく渋谷二丁目〜四丁目も町会区域となるため、当社の例大祭の翌週に行われる金王八幡宮の例大祭にも町会神輿を渡御する。

## 交通
鉄道
- JR山手線・湘南新宿ライン - 渋谷駅より徒歩18分、恵比寿駅より徒歩23分。
- 京王井の頭線 - 渋谷駅より徒歩20分。
- 東横線、田園都市線 - 渋谷駅より徒歩16分。
- 東京メトロ銀座線 - 渋谷駅より徒歩18分、東京メトロ半蔵門線、東京メトロ副都心線 -　徒歩約16分。

路線バス
- 都バス - （学03）渋谷駅から日赤医療センター行き、国学院大学前下車　徒歩約2分。